# 西堡水库
西堡水库是中国山西省长治市壶关县境内的一座水库，位于陶清河上，建于1959年。水库正常库容为1709万立方米，集雨面积为223平方千米，海拔为1074.6米。